# Филипп II (граф Ганау-Лихтенберга)
Филипп II Ганау-Лихтенбергский (нем. Philipp II. von Hanau-Lichtenberg, 31 мая 1462 — 22 августа 1504) — дворянин Священной Римской империи.

## Биография
Филипп II был вторым сыном графа Филиппа I, но так как его старший брат Иоганн умер в возрасте 13 лет, то именно Филипп унаследовал титул. Однако после того, как в 1480 году умер отец, на титул предъявил претензии и младший брат Людвиг (который был на два года моложе Филиппа). При посредничестве двоюродного брата Филиппа, правившего в родственном княжестве Ганау-Мюнценберг, конфликт был улажен, и Людвиг отказался от претензий, а вскоре, в 1484 году, умер, возвращаясь из поездки по Святым местам.
Филипп II управлял княжеством с большой оглядкой на Курпфальц, так как часть земель Ганау-Лихтенберга являлась феодом, полученным от курфюрстшества. В частности, граф Филипп поддержал курфюрста Филиппа во время осады замка Гогенгерольдзек. Тесными были также связи с графством Цвейбрюккен-Битш, с представителями которого дом Ганау разделил наследство Якоба Бородатого, и вместе с которым противостоял влиянию фаворитки покойного Якоба — Барбары Оттенгеймской. Долго длился спор с Майнцским курфюршеством, который завершился тем, что Филипп отказался в пользу Майнца от города Клингенберг-ам-Майн, но получил в качестве феода половину Брюмата.
В 1491 году Филипп II предпринял паломничество в Святую Землю, и в Иерусалиме был посвящен в рыцари как «рыцарь Гроба Господня».
Когда в 1503—1505 годах разразилась война за ландсхутское наследство, то Филипп II остался нейтральным (хотя его сын Филипп III принял в ней участие на стороне Курпфальца).

## Семья и дети
9 сентября 1480 года Филипп II женился на Анне Изенбург-Бюдингенской. Так как они были родственниками 4-й степени родства, то на брак потребовалось специальное папское разрешение. У них родилось семеро детей:
1. Филипп III (1482—1538), унаследовавший титул
2. Анна (1485—1559), ставшая монахиней Мариенборнского аббатства
3. Маргарет (1486—1560), также ставшая монахиней Мариенборнского аббатства
4. Людвиг (1487—1553), ставший священником
5. Мария (1487—1526), ставшая настоятельницей Кларентальского аббатства
6. Амалия (1490—1552), ставшая монахиней
7. Рейнхард (1494-?), ставший священником